# Ichneutai

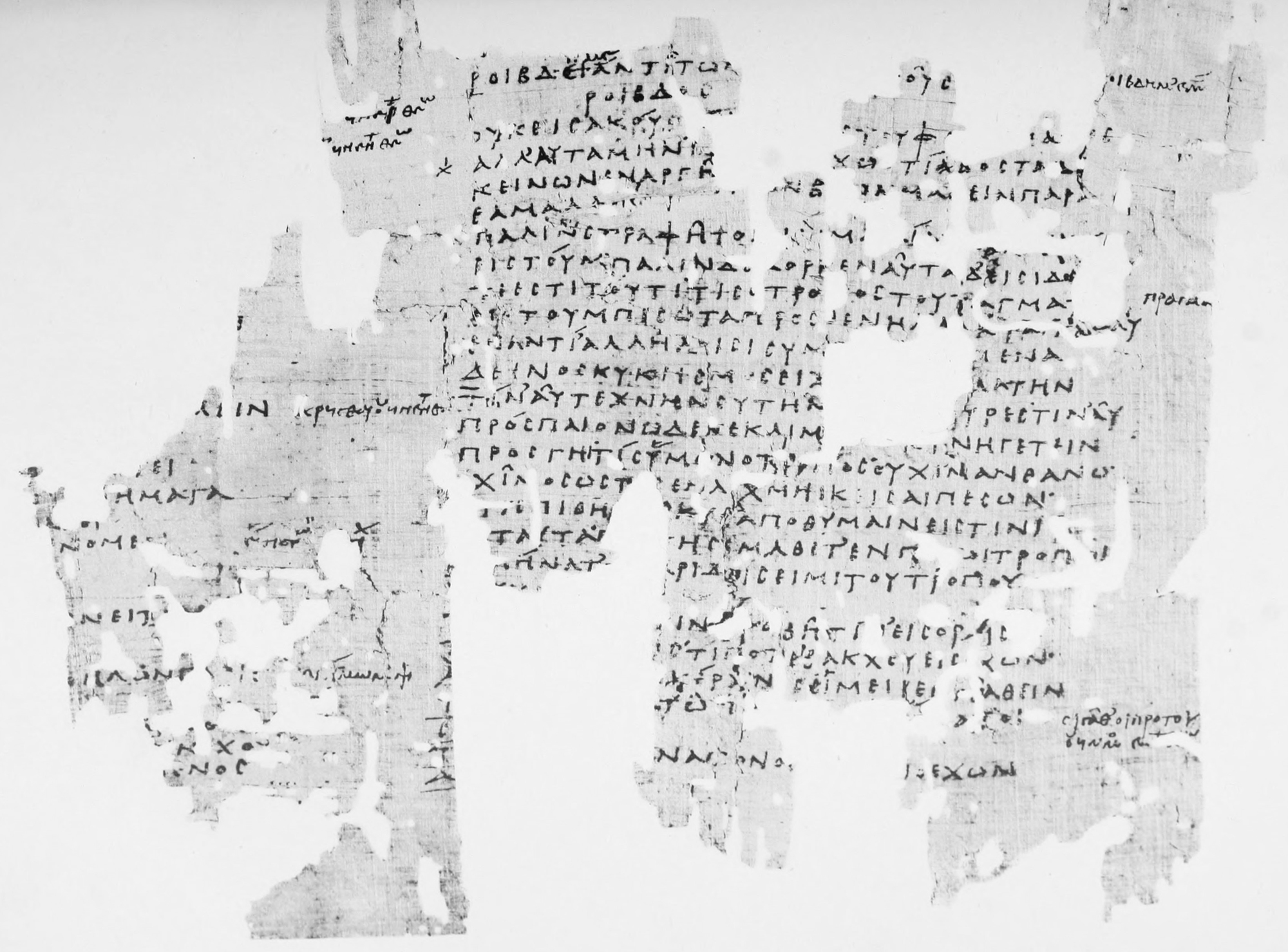
Verse 96–138 aus den Ichneutai auf einem Papyrusfragment (P. Oxy. IX 1174 col. iv–v)

Ichneutai (altgriechisch Ἰχνευταί ‚Spurensucher‘, meist als ‚Spürhunde‘ übersetzt) ist der Titel eines fragmentarisch überlieferten Satyrspiels des Sophokles aus der Mitte des 5. Jahrhunderts v. Chr. Dank eines im ägyptischen Oxyrhynchos entdeckten und 1912 sowie 1927 publizierten Papyrus sind ungefähr 450 Verse dieses Satyrspiels überliefert. Die Handlung des Stückes ist inspiriert durch den Hymnos an Hermes, den 18. aus der Sammlung der Homerischen Hymnen. Die Ichneutai sind eines der am besten erhaltenen griechischen Satyrspiele.
Thema ist der nicht zu lösende Widerspruch, der sich aus dem Dienst des dionysischen Völkchens der Satyrn für den Kulturbringer Apollon ergibt: der apollinisch-dionysische Gegensatz.

## Handlung
Kurz nach seiner Geburt stiehlt der kleine Hermes die Rinder des Apollon, woraufhin Apollon eine hohe Belohnung für die Wiederbeschaffung der Herde auslobt. Papposilen bietet daraufhin seine Hilfe an, fordert jedoch neben dem Gold auch die Freilassung aus der Sklaverei. Nachdem Apollon Freiheit und Gold versprochen hat, schwärmt der Chor der Satyrn in Zweier- oder Dreiergruppen aus und versucht die Witterung der Rinder aufzunehmen. Daher rührt die Titelübersetzung Spürhunde, obwohl die korrekte Übersetzung Spurensucher lautet. Da Hermes die Rinder teils rückwärts getrieben hatte, folgen die Satyrn zunächst den Spuren in die falsche Richtung. Folgt das Satyrspiel hierin dem Hermeshymnos, so lässt es die Erfindung der Lyra durch Hermes entgegen dem Hymnos erst nach dem Rinderraub stattfinden. Nahe einer Grotte, in der sich der kleinkindliche Hermes versteckt, hören sie diesen auf dem neuen, ihnen noch unbekannten Instrument spielen. Erschreckt von den fremden Klängen, beraten sich die Satyrn, was sie als Nächstes tun sollen. Sie stampfen und lärmen und steigern sich in bakchische Raserei.
Silen stellt sie zur Rede, macht ihnen Vorwürfe, da sie zu keiner gesitteten Aufgabe taugten und nur Maulhelden seien, und erntet Schweigen. Zugleich erscheint Kyllene, die Amme des Hermes und Nymphe des Berges, in dem Hermes versteckt ist, und beschwert sich über den Tumult. Während Silen die Satyrn fragt, warum sie sich wie Tiere gebärden, redet Kyllene sie ganz selbstverständlich als Tiere an. In der Folge beruhigen sich die Satyrn und Kyllene erklärt ihnen nun die Natur des Musikinstruments. Es kommt nun zu einer stichomythischen Rätselszene, in der die Satyrn das tote Tier zu erraten versuchen, dem der kleine Hermes eine neue Stimme gegeben habe. Vor der Höhle sehen die Satyrn zusammengenähte Kuhhäute und sind davon überzeugt, dass sie den Dieb gefunden haben. Kyllene ist empört über die Verdächtigungen gegen ihren Schützling Hermes und wird im Rahmen der Auseinandersetzung von einem der Satyrn sexuell bedrängt. Die Satyrn aber rufen Apollon, da sie ihre Aufgabe als erfüllt ansehen. Bei Apollons nun neuerlichem Erscheinen bricht der Papyrus ab.